# Poblado calcolítico Venta del Rapa
El poblado calcolítico Venta del Rapa se ubica en el término municipal de Mancha Real, Jaén (Andalucía, España). Localizado durante las prospecciones previas a la construcción de la Autovía del Olivar, sobre él se realizó una excavación arqueológica. El poblado tiene un foso en la parte más alta que delimita un área de 0,5 ha. Tanto en su interior como en su exterior se ubican cientos de estructuras excavadas en la base geológica, abarcando 2 ha. Entre ellas destacan tres tumbas colectivas de inhumación sin ajuar, cuyas dataciones radiocarbónicas fechan su ocupación en el Calcolítico Pleno-Final (2350- 2000 Cal. BC).

## Excavaciones en la Autovía del Olivar
El Instituto Universitario de Arqueología Ibérica (Jaén) coordinó los trabajos de investigación arqueológica en la Autovía A-316 o del Olivar, en el marco de las medidas correctoras propuestas para esta infraestructura. A lo largo del tramo de estudio de 35 km lineales se intervino en 19 yacimientos, entre ellos el de Venta del Rapa. La mayoría se vinculan claramente a la ruta de La Campiña de Jaén que discurre hacia el Valle del Guadalquivir y la Comarca de La Loma. Como el trazado de esta vía de comunicación tradicional es casi idéntico al de la actual autovía, la intervención arqueológica ha
analizado una vía de comunicación histórica, vigente hasta nuestros días.

## Geología de la ubicación
El poblado Venta del Rapa se localiza en el término municipal de Mancha Real, a 4 km al norte del casco urbano y en el Centro-Sur de la provincia de Jaén. Se ubica sobre un pequeño cerrete, apenas destacado de su entorno, delimitado al sur y este por el arroyo de la Salinilla, mientras al suroeste asciende de forma casi plana, hasta la cota de los 642 m.s.n.m. El poblado se asienta sobre el límite noreste de un glacis cuaternario cuya roca del substrato es blanda, compuesta principalmente por margas. En el entorno del poblado destacan los regosoles calcáricos/litosoles y cambisoles cálcicos, suelos normalmente con una calidad media-media baja, con un contenido medio en materia orgánica, moderadamente ácidos y una potencialidad de cultivo media-baja. La ubicación del poblado no depende tanto del control visual como de su proximidad a cursos de agua, a zonas potencialmente aptas para las actividades agropecuarias, así como de la existencia de un substrato geológico fácilmente excavable y la cercanía a recursos explotables como salinas. 
El emplazamiento puede ser denominado como «ecotono», una zona de contacto entre dos ecosistemas, las estribaciones septentrionales de Sierra Mágina y la Campiña Alta de la Depresión del Guadalquivir, con amplia diversidad de recursos y donde concurren paisajes distintos. 

## Procedimiento de excavación arqueológica
Debido a la amplia distribución de los restos materiales en Venta del Rapa y a la ausencia de estructuras emergentes se llevó a cabo una doble limpieza de la superficie, previa a la excavación. Primero el cazo de una excavadora retiró la cubierta vegetal en unas 2 ha, comprendidas en los márgenes de la actuación proyectada. Después se limpiaron y delimitaron a mano las 905 estructuras detectadas, documentando y georreferenciando cada una. Seguidamente se procedió a la excavación del 25 % (191 estructuras en 4700 m²) del área que iba a ser afectada, cuya morfología era similar a un transect de más de 200 m de longitud y entre 20 y 25 m de anchura. Las 704 estructuras restantes (14000 m²) se protegieron mediante geotextil y quedaron soterradas bajo las infraestructuras asociadas a la autovía. La muestra excavada resulta, pues, representativa de la evolución espacial de la ocupación del poblado.
Primero se excavó una mitad del depósito hasta la base geológica para leer y dibujar los perfiles estratigráficos y después, en algunas estructuras, la otra mitad. Las características especiales del foso o zanja delimitado, requirieron la realización de 13 sondeos para documentar su sección, estratigrafía y accesos.

## Estructuras del poblado
Las características especiales de este tipo de poblados prehistóricos, cuya estratigrafía apenas es visible en superficie, hacen que las estructuras subterráneas sean prácticamente los únicos restos constructivos para la definición espacial de la ocupación. Resultó muy difícil establecer la secuencia de estructuras construidas durante un mismo momento de ocupación, en general sin conexión estratigráfica directa, y donde el depósito arqueológico solo se conserva en el interior de las mismas. Tampoco se pudo establecer una relación directa de coetaneidad entre las estructuras localizadas al interior y exterior del foso ante la ausencia de relaciones estratigráficas. Sin embargo podemos reconocer agrupaciones espaciales de estructuras definidas por criterios morfológicos, basados en parámetros cuantificables (dimensiones, superficie de la base, potencia conservada, anchura de la boca y de la base, situación respecto al foso), así como determinar su funcionalidad cuando el estudio estratigráfico y de materiales lo permitía. 
Se definieron un total de 10 tipos atendiendo a criterios morfológicos y constructivos, rara vez matizados por criterios funcionales, dada la ausencia generalizada de contextos deposicionales. El tipo 1 es el foso. Se asoció alrededor del 20 % del total de estructuras excavadas, a los tipos 2, 4, 5, 10, interpretados como espacios de hábitat o cabañas. Los tipos 3, 6, 7, 8 y 9 se asociarían con otros usos (almacenaje, molienda, despiece, hogares), en su mayoría difíciles de determinar.

### Estructuras de hábitat. Tipos 2, 4, 5 y 10

#### Tipo 2: cabañas

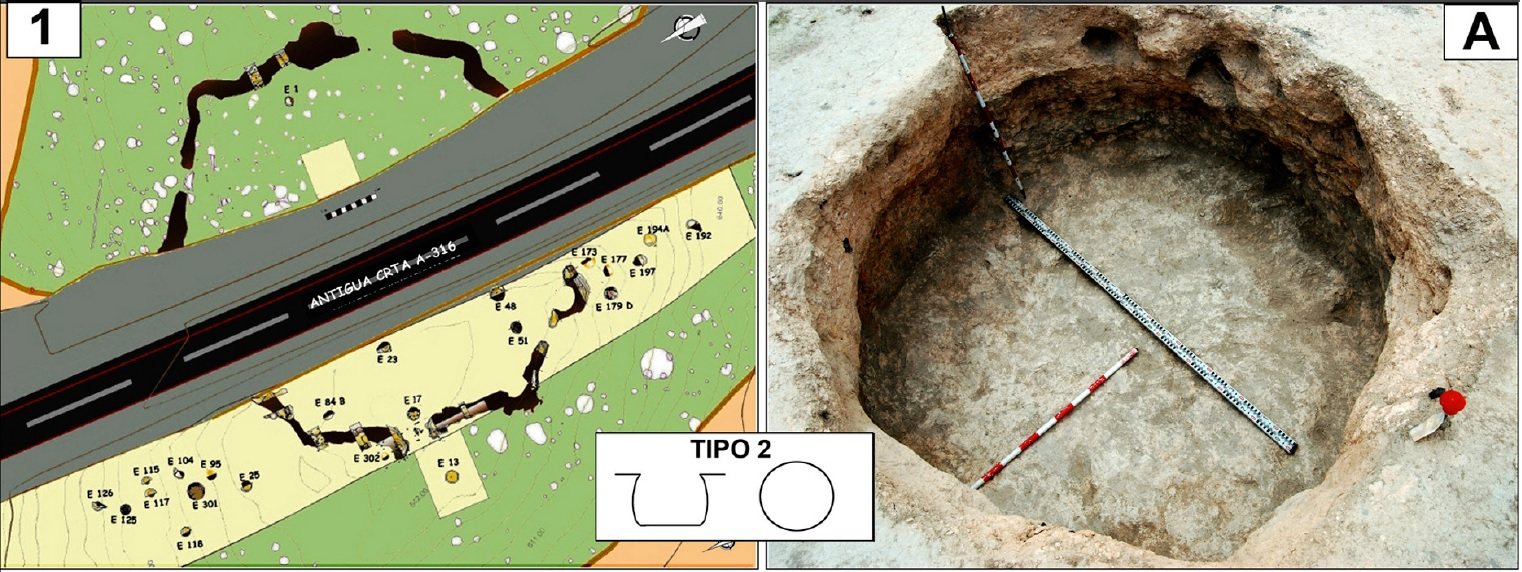
Planta general del poblado calcolítico Venta del Rapa, situando los tipos de estructuras de hábitat respecto al foso (tipo 1) y presentando su morfología y perfiles: 1. Distribución espacial de las estructuras de hábitat tipo 2. En Aː fotografía planta final E.13 incluida en el Tipo 2.

El tipo 2 comprende 23 estructuras. Son cabañas de morfología circular con diámetro de la base siempre mayor que el de la boca y sección acampanada más o menos acentuada. El diámetro medio de la base es de unos 2 m y el de la boca ronda el 1,6 m. La profundidad media conservada es de 1,3 m. La base es plana y de una superficie media de unos 3,8 m². Se abren principalmente al exterior del foso, en dos núcleos situados en las laderas septentrional y meridional, lo que sugiere que el foso no fue un factor decisivo de localización.

#### Tipos 4 y 5: fondos, estructuras emergentes

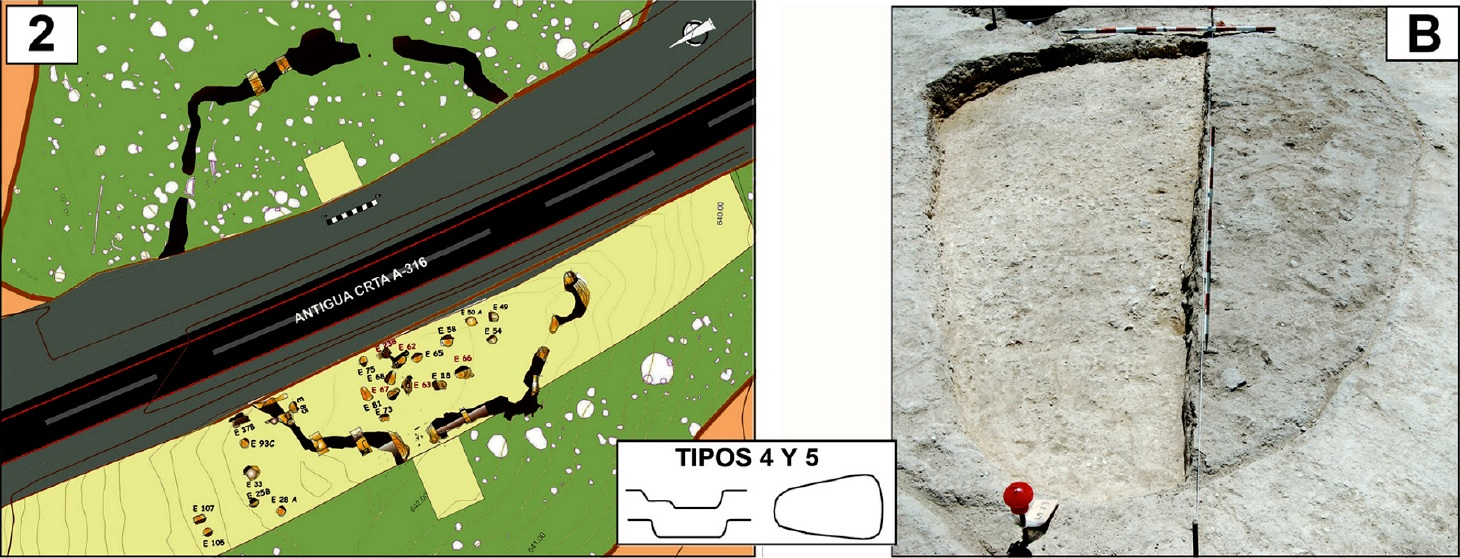
2. Distribución espacial de las estructuras de hábitat tipo 3 y 4. En Bː fotografía planta final E.68 incluida en el Tipo 4.

Los tipos 4 y 5 (fondos de cabaña, estructuras emergentes), muy parecidos morfológicamente, tienen ciertas diferencias. 
En el Tipo 4 se incluyen 5 estructuras excavadas en parte en la base geológica. Su potencia oscila entre los 40 y los 90 cm y la superficie media de la base en torno a los 4 m². Tienen una morfología irregular de tendencia ovalada con los extremos redondeados y, en su mayoría, sección en ‘U’. La base suele estar escalonada, siendo mayor el escalón más profundo. La presencia habitual de hoyos de poste en torno a la boca, sugiere su empleo para sustentar una cubierta de entramado vegetal. Este tipo de estructuras se localiza dentro del foso en su zona occidental, concentrándose en unos 150 m². 
Al tipo 5 se adscriben 15 estructuras de morfología irregular y clara tendencia ovalada. La superficie de la base ronda los 3,3 m². La potencia conservada suele estar en torno a los 30-40 cm. Presentan sección en ‘U’. Dentro del foso aparecen 10 (el 62,5 %) y las 5 restantes en la ladera septentrional a no más de 20 m del mismo. Suponemos que tenían alzado y cubierta formados por un entramado vegetal, del que no se han conservado restos, ni marcas en la base geológica. 

#### Tipos 10: estructuras perimetrales

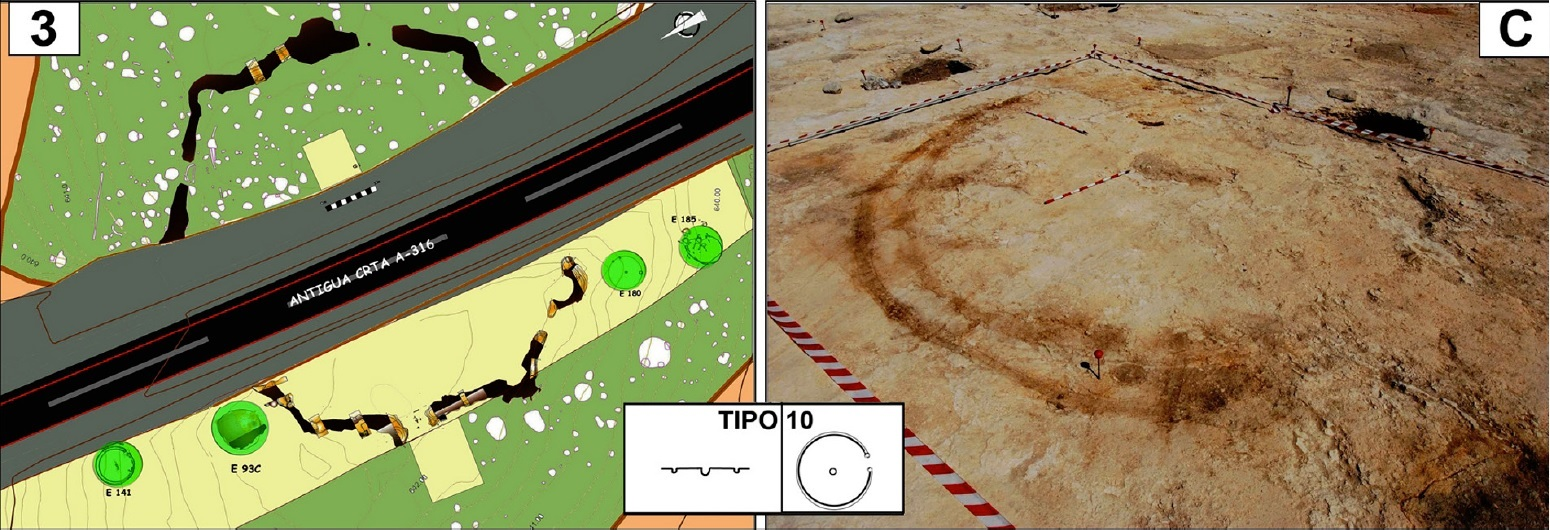
3. Distribución espacial de las estructuras de hábitat tipo 4. En Cː fotografía con la delimitación inicial de E.141 incluida en el Tipo 2.

Se asignó al tipo 10 solo 4 estructuras emergentes de surco perimetral. Los restos conservados escasean al haberse construido las cabañas en superficie con materiales perecederos salvo los hoyos de poste y el surco de ‘cimentación’. Este delimita un espacio circular, entre 5 y 6,8 m de diámetro, cuya superficie interior oscila entre los 20 y los 37 m². En su trazado hay algún hoyo de poste circular entre 10 y 20 cm de diámetro que reforzaría el alzado de la estructura. El acceso al interior está marcado por un espacio sin surco de 0,5-1,1 m de anchura, delimitado por dos hoyos de poste. Este acceso se suele situar en el límite oriental o sureste. Al menos dos de ellas se reconstruyen o estructuran de nuevo, lo que se atribuye a la fragilidad de su construcción que requeriría sucesivas ocupaciones y reforzamientos. Los alzados de estas estructuras no se conocen. En poblados cercanos de la misma época como Marroquíes Bajos se ha propuesto que consistieran en un cuerpo bajo cilíndrico y cubierta cónica, formada por un entramado de madera y ramajes flexibles, reforzado con algunos postes en el perímetro y la entrada y con un posible cubrimiento de barro para mejorar el aislamiento. Uno o varios postes centrales soportarían el peso de la cubierta. La concentración de las 4 estructuras fuera del foso puede estar determinada por su pésima conservación. Numerosos hoyos de poste (tipo 9), distribuidos dentro y fuera del foso, podrían formar parte de cabañas similares cuyos restantes elementos han desaparecido.

### El foso o zanja. Tipo 1

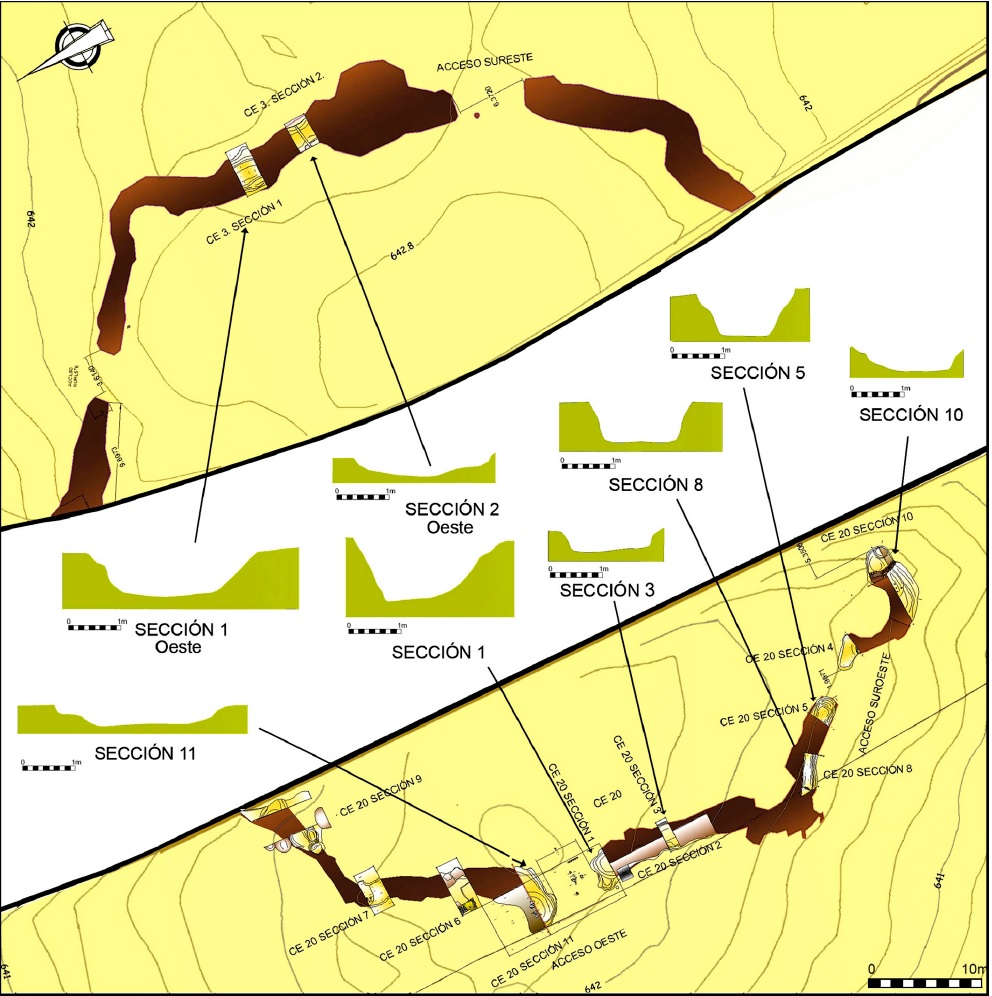
Planta general del foso del poblado calcolítico, con la localización de las secciones realizadas.

El trazado de la antigua carretera A-316 dividió el poblado y el foso en una Zona Este y otra Oeste. En cada zona se abrieron en el foso 2 y 11 secciones respectivamente. El foso o zanja está excavada en la base geológica, ubicada en la parte más alta del poblado. De morfología circular ligeramente irregular y tendencia hexagonal mide unos 70 m de diámetro. Su perímetro de algo más de 235 m está segmentado por los accesos al recinto y abarca una superficie de 4450 m². Su anchura varía entre 1 y 3 m. Tiene sección en ‘U’ y una potencia entre 0,3 y 1,6 m. El foso estaba colmatado por niveles postdeposicionales naturales y vertidos de posible origen antrópico. La presencia de adobes en varios niveles y en el trazado superficial del foso apunta a su empleo en la construcción de un pequeño murete o reborde interior en la mayor parte del recorrido. Los 5 accesos al interior del recinto tienen entre 3 y 6 m de anchura. Se sitúan a distancias regulares sin excluir que hubiera al menos otro destruido por los antiguos desmontes de la carretera A-316. La planta general muestra una serie de ‘salientes’ o pequeños bastiones de tendencia semicircular con diámetro en torno a los 2 m. Situados
a 10-12 m de los diferentes accesos, remarcan los giros que dan al foso su característica tendencia circular.

#### Funcionalidad del foso
La funcionalidad del foso tendría un matiz ideológico y cultural más que defensivo, ya que sus dimensiones no sugieren que fuera un elemento infranqueable. Descartada también una función hidráulica, pudo actuar como barrera efectiva y simbólica probablemente delimitando el espacio del grupo. Además su funcionalidad debió estar estrechamente relacionada con el importante papel que la ganadería jugaba en la pequeña comunidad que lo habitaba, actuando como ‘barrera o cerca’ donde resguardar la cabaña ganadera. Su construcción requirió un esfuerzo comunal mediante un proceso de agregación de varios grupos familiares. El foso actuaría así como medio de afirmación de la cohesión interior de la comunidad.
Se entiende el foso de Venta del Rapa como elemento vertebrador de la distribución espacial de las estructuras contemporáneas a su creación y uso hasta que, en un determinado momento de la ocupación, perdió su función original. Entonces, se permitió y favoreció su colmatación e, incluso una vez concluida, se construyeron algunas estructuras sobre su trazado, como ocurre en el Foso 0 del citado Marroquíes Bajos de dimensiones y morfología parecidas pero de cronología más temprana.

### Estructuras de hábitat. Tipos 3, 6, 7, 8 y 9
Fue complicado asignar un uso a las estructuras agrupadas en los tipos 3, 6, 7, 8 y 9. Las del tipo 3 corresponden a almacenes o silos de sección acampanada. Solo 4 de las 24 estructuras incluidas en esta categoría se localizan en el foso. En cambio la funcionalidad de los tipos 6, 7, 8 y 9 es imposible de determinar. Son pequeñas fosas de tendencia circular de menos de 1 m de diámetro con diferentes profundidades. Contienen un reducido número de artefactos (restos de sílex, fragmentos de molinos o almagra) en posición estratigráfica secundaria.

## Materiales
Ante la elevada presencia de material cerámico recuperado en la excavación, se planteó la necesidad de realizar el estudio específico de este tipo de material. La muestra seleccionada comprende 533 fragmentos cerámicos provenientes de los tipos definidos como estructuras de hábitat. En su amplia mayoría proceden de niveles postdeposicionales, por lo que los materiales se analizaron por estructuras, con independencia de su origen estratigráfico.
Pocas publicaciones profundizan en el tema de la cerámica prehistórica en la provincia de Jaén, faltando una tipología clara asociada a cronologías precisas. En este caso se optó por tomar como base la tipología del poblado de Los Castillejos de Montefrío (Granada), introduciendo también los criterios funcionales definidos en el estudio tipológico de la Parcela C de Marroquíes Bajos.

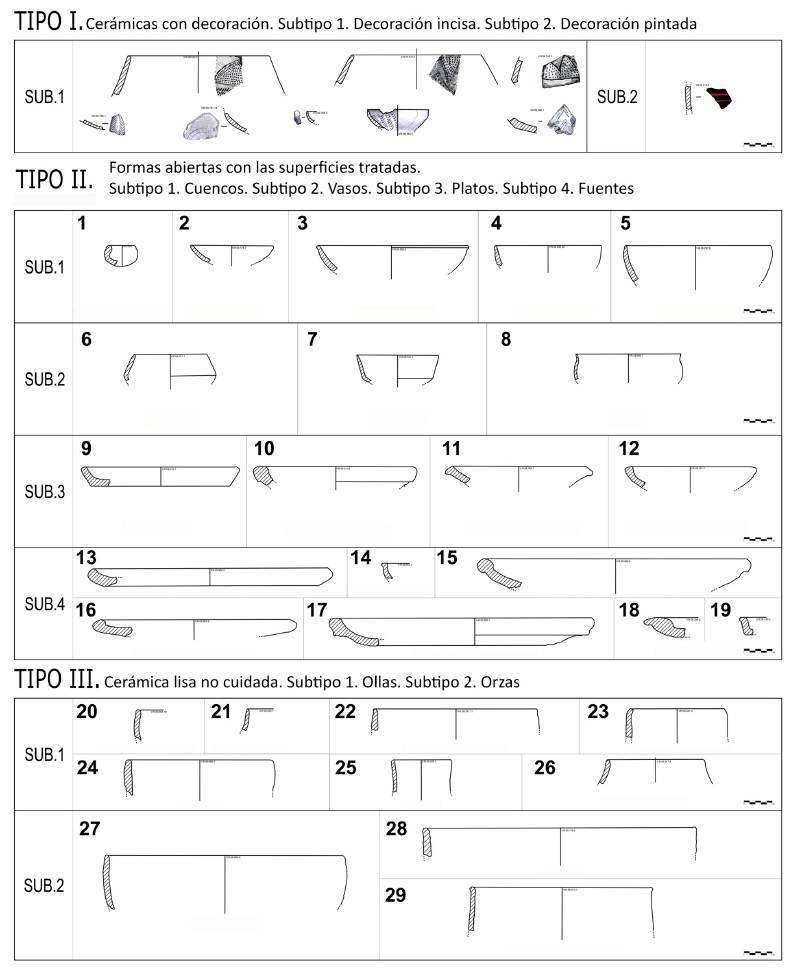
Tipología de los recipientes cerámicos.

### Tipo I: piezas decoradas
El tipo I comprende todo tipo de piezas decoradas (incisas, impresas, pintadas, etc.). Los fragmentos son muy escasos: 8 están pintados a la almagra (1,50 % del total) y 7 incisos y con trazos impresos (1,31 % del total). Los últimos forman espigas u hojas de acacia, habitualmente en el fondo de los cuencos, o puntillados y formas geométricas incisas, mayormente triángulos rellenos de puntillado, en vasos carenados. 

### Tipo II: cerámicas tratadas y sin tratar
En los tipos II (cerámicas con las superficies tratadas) y III (sin tratamiento de las superficies) el 99,43 % de los fragmentos corresponden a formas abiertas. Prácticamente la mitad son cuencos, especialmente de casquete semiesférico y esférico, acompañados por ollas y orzas de bordes saliente o ligeramente entrante, fuentes y platos de labio engrosado, vasos, etc. La mayoría de las pastas son oscuras con cocciones oxidantes y reductoras y desgrasantes de tamaño medio. Las superficies suelen estar alisadas en la cara interna en el caso de cuencos, fuentes, platos y vasos y en ocasiones en ambas. En general las fuentes y platos se hicieron con algún tipo de molde vegetal, ya que presentan improntas en la base. Las superficies bruñidas destacan entre las que cuentan con algún tratamiento. Estos bruñidos aparecen más en los cuencos que en las fuentes y platos y, en absoluto, en los vasos, ollas y orzas. Los bruñidos son más bien leves y se hacen sobre pastas negras y cocciones reductoras.

### Grupos funcionales: cocina, consumo y almacenamiento
Además se crearon tres grupos funcionales distintos. El de cocina agrupa vasijas, como las ollas, destinadas a la elaboración y manipulación de alimentos. El de consumo engloba los cuencos, las fuentes, los platos y los vasos, utilizados para servir y contener los alimentos. El de almacenamiento incluye, entre otras, las orzas dedicadas a la contención y el transporte de los alimentos. Porcentualmente hay evidentes diferencias entre los grupos funcionales. Destacan las piezas destinadas al consumo (69,6 % del total), sobresaliendo los cuencos (50 % del total) frente a las fuentes y platos (2,75%). Les siguen las 50 piezas de cocina (8,96%) y los contados recipientes de almacenaje (5,5 %). Los fragmentos cuyas formas no han permitido identificar claramente el uso de los ejemplares de los que proceden represetan el 15,83%.

### Piezas de telar
Asimismo en el poblado se han documentado crecientes de arcilla cocida. Estos objetos en forma de rollo arqueado con los extremos perforados se interpretan como pesas de telar, indicativas de una actividad textil en el poblado. Destaca un fragmento documentado en un nivel de uso de la estructura 13.

### Figurilla de terracota

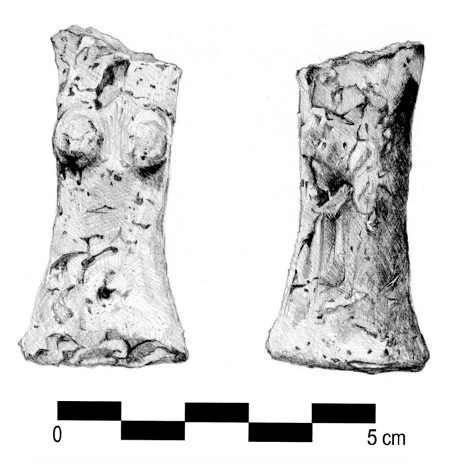
Figura ginecomorfa en arcilla procedente de un nivel postdeposicional de la estructura 13 del poblado calcolítico.

En un nivel postdeposicional de la misma, se recuperó parte de una figurilla ginecomorfa de terracota de 5 cm de altura. Tiene ambos extremos (supuestos pies y cabeza) engrosados y una zona central más estilizada con pechos claramente identificables que destacan sobre la uniformidad de la pieza.

### Material lítico
El material lítico de la intervención es escaso, apenas 19 piezas. Las herramientas asociadas a tareas agrícolas son 2 azuelas y 1 hacha, todas pulimentadas (15,78 %). Hay 6 molinos (3 completos), asociados al procesado de cereal (36,84 %), 1 destinado al procesado de almagra y 1 mano de molino o machacador. Los 8 elementos (42,10 %) de la industria tallada sobre sílex tienen tratamiento
bastante tosco y poco cuidado: 5 fragmentos de cuchillo, 1 raspador y 2 fragmentos sin forma identificada.

## Necrópolis
Fuera del foso se documentaron 3 estructuras funerarias de morfología similar a las del Tipo 2. Son fosas excavadas en la base geológica de sección acampanada más o menos acentuada. 

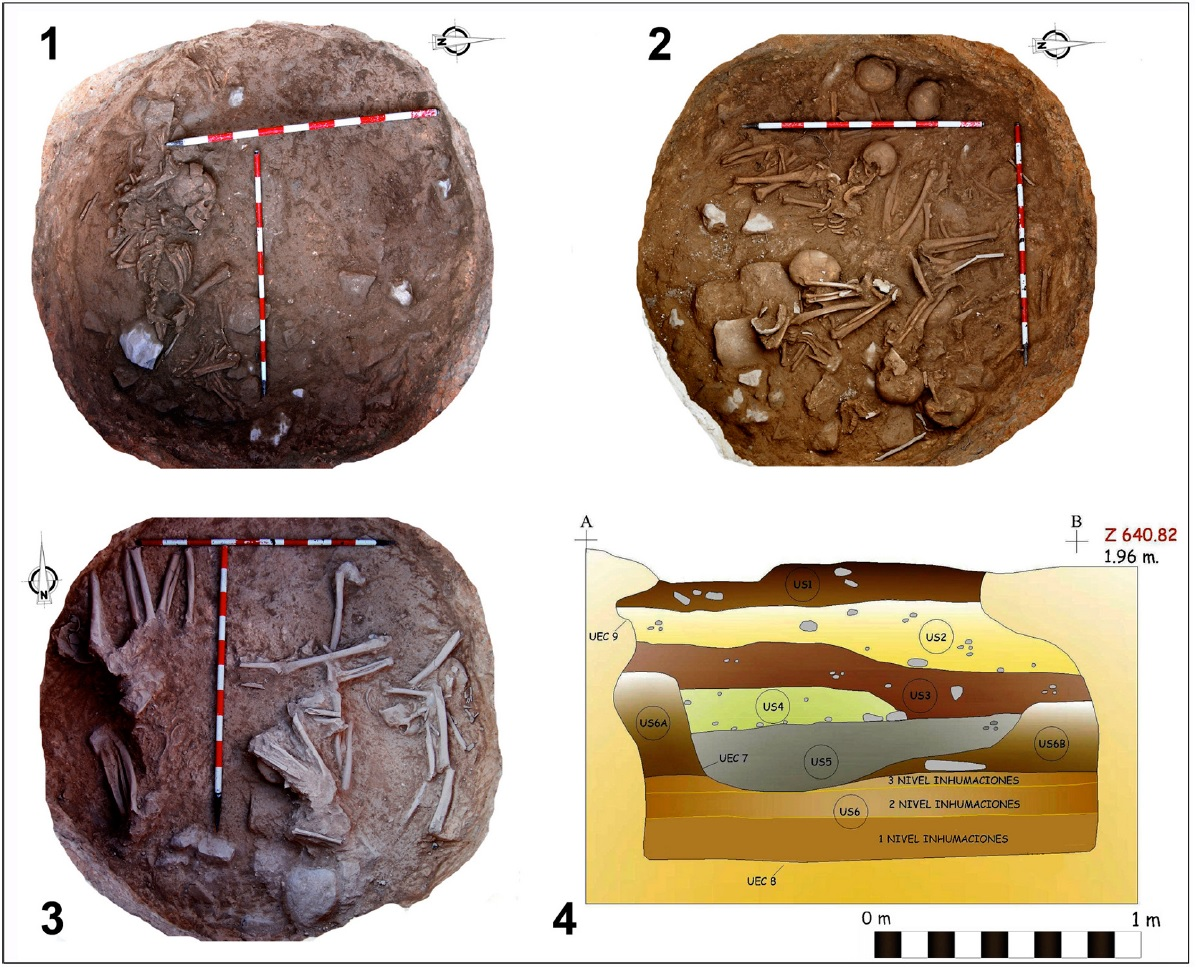
Sepultura E125 del poblado calcolítico con los tres niveles de inhumaciones y el perfil estratigráfico documentado.

### Estructura funeraria 125
La estructura funeraria 125 se localiza a 35 m al Norte del foso. Presenta una morfología circular, sección ligeramente acampanada, diámetro en la base de 1,8 m y potencia conservada de 1,3 m. En la parte superior de las paredes dos entrantes, enfrentados, posiblemente sirvieron para sustentar algún tipo de cierre de la fosa. Su base es completamente plana. Se diferenciaron hasta 3 estratos de inhumaciones. 
El primero descansa sobre la base y presenta restos escasos e indeterminados de fauna. Según el estudio antropológico existe un Número Mínimo (NM) de 10 individuos. Solo un varón maduro está en clara conexión anatómica, en posición fetal. De los restantes solo aparecen fragmentos óseos inconexos. 
En el segundo nivel de inhumaciones con un NM de 13 individuos se reconocen 6 en conexión anatómica, también en posición fetal. Al menos aparecen dos cráneos aislados junto a las paredes de la estructura. 
En el tercer nivel de inhumaciones se determina un NM de 13 individuos. Su estado de conservación es más deficiente, pero en casi la mitad de ellos se intuye una conexión anatómica en posición fetal. En suma, en la E125 se ha determinado un NM de 36 individuos. Algunos individuos presentan conexión anatómica, pero la mayoría no, posiblemente por el uso continuado de la estructura y por su funcionalidad como osario al que solo se trasladarían algunos restos de los fallecidos.
Se destacó la ausencia de elementos de ajuar, asociados al nivel de inhumaciones, bien porque no los poseyeran, bien porque fueran artefactos/ecofactos que no se han conservado.

### Estructura funeraria 179D
La estructura funeraria 179D se localiza en la vertiente meridional, a escasos 5 m del foso. Presenta una morfología circular, diámetro en la base de 2,1 m, potencia conservada de 1,6 m, sección acampanada y fondo plano. En la parte alta de las paredes hay diferentes marcas de postes posiblemente utilizadas para sustentar algún tipo de cierre o cubierta. Sobre la base se suceden un pequeño nivel de tierra (US6), una capa homogénea de piedras y otra de sedimento sobre la que se realizan 6 inhumaciones y se deposita un cánido. El estado de conservación de los individuos no es óptimo pero permite intuir la conexión anatómica de los restos en posición fetal con los cráneos junto a las paredes de la estructura. Es destacable la ausencia de cualquier tipo de ajuar. Los restos óseos aparecen cubiertos por una capa de la base geológica descompuesta.

### Estructura funeraria E301
La E301 se ubica a escasos 20 m al Norte del foso. La estructura es de morfología circular, sección acampanada y fondo plano, con un diámetro en la base de 2,5 m y 1,9 m en la boca y una potencia conservada de 1,4 m. Esta estructura presenta un primer nivel de habitación asociado al hábitat (US8) sobre el que se documenta una capa de piedras, principalmente en torno a las paredes pero sin distribución homogénea. Sobre ella se depositan 19 individuos inhumados, así como restos de, al menos, dos perros. Los individuos se disponen en posición fetal, normalmente con el cráneo junto a las paredes. Sobre las inhumaciones se documenta un nivel de piedras ‘sellando’ la estructura. Tampoco en esta tumba hay elementos de ajuar asociados al nivel de inhumaciones.

### Estudio antropológico
El estudio antropológico determinó 61 individuos en las tres tumbas. Entre los adultos mayores de 21 años hay 20 mujeres, 21 hombres y 2 alofisos. Se determinaron 18 individuos no adultos: 12 son Infantil II, 5 Infantil I y 1 Infantil sin especificar. La esperanza de vida de esta comunidad se situaría entre los 25 y los 35 años, con un elevado índice de mortalidad en las edades más tempranas. Solo un reducido número de sus miembros alcanzaría más de los 40 años. La distribución por sexo es casi paritaria en conjunto, pero no por tumbas. En la estructura E125 aparecen 17 hombres, 7 mujeres y 12 niños; en 
la E301, a la inversa, 9 mujeres, 2 hombres y 8 niños y, por último, en la E179D 4 mujeres y 2 hombres.

### Resumen
En conclusión, gran parte de los miembros de la comunidad eran inhumados en tumbas colectivas, carentes de ajuar, sin diferencias entre individuos y acompañados por perros en dos de las tres tumbas, un elemento ‘ritual’ común en el Alto Guadalquivir. El enterramiento múltiple, característico del Calcolítico de la zona, es interpretado comúnmente como resultado de la preponderancia del sentimiento de
pertenencia al grupo. En la muestra analizada ambos sexos y todos los segmentos de edad están representados en amplias proporciones, lo que parece indicar que sea una inhumación de gran parte de la comunidad y no de una selección de la misma.
Sin embargo, la diferente distribución de sexos en dos de las tumbas nos plantea alternativas como que responda a una composición aleatoria de los grupos familiares enterrados o a una agrupación en base al sexo o a un acceso diferencial al enterramiento colectivo. Estas cuestiones se han planteado en yacimientos cercanos como el Polideportivo de Martos o más alejados como el del Camino de las Yeseras en la provincia de Madrid.
La presencia de cánidos, relacionada con la ganadería, puede estar reconociendo el valor de este tipo de actividad económica en el seno de las comunidades calcolíticas del último tercio del III milenio a. C. Su inclusión en el sepulcro podría valorarse como un auténtico bien de prestigio.
La horquilla cronológica que arrojan las dataciones absolutas de las estructuras funerarias podría avalar la propuesta de que hubiera existido muchas más que albergarían los restos de la mayor parte de la población.

## Dataciones radiocarbónicas

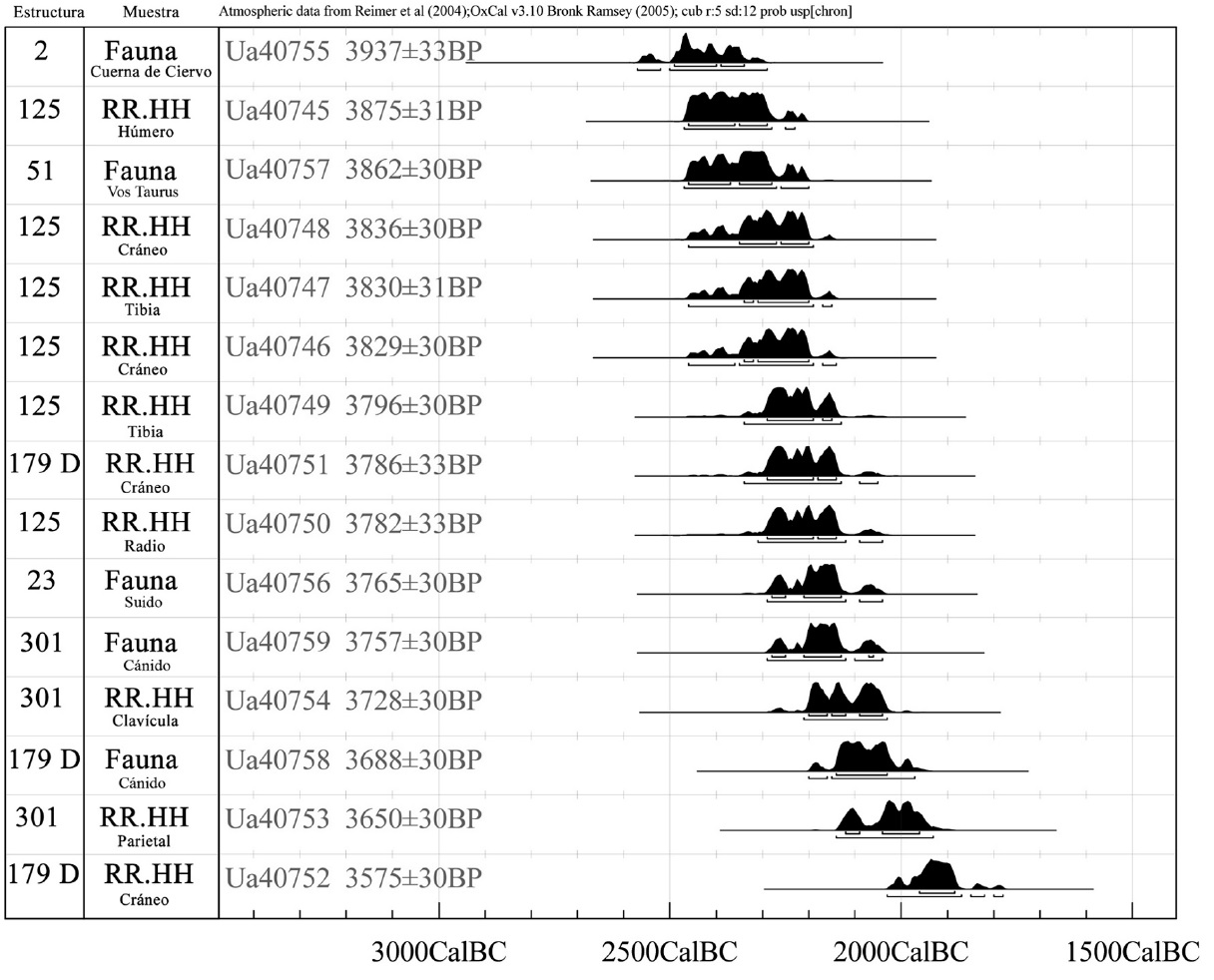
Serie de gráficos de probabilidad de las calibraciones de dataciones C 14 de muestras procedentes del poblado calcolítico, donde RR HH significa restos humanos.

Se dataron 15 muestras de restos óseos humanos y faunísticos. El análisis fue realizado en el Laboratorio de la Universidad de Uppsala (Suecia). La ocupación del poblado, según los materiales documentados y las muestras datadas, se encuadraría en el Calcolítico Pleno-Final.
La fecha más antigua disponible para el poblado procede de la estructura 2, localizada en el foso: 2570-2290 Cal. BC. Nos sitúa en la transición entre el Calcolítico Pleno y el Calcolítico Final ya en la ZAMB 2 (2450-2125 Cal. BC) propuesta para la cercana macro aldea de Marroquíes Bajos. Todas las muestras de Venta del Rapa datadas se corresponden con las fases ZAMB 2 (2450-2125 Cal. BC) y ZAMB 3 (2125-1975 Cal. BC), mostrando la coetaneidad de esas fases de ocupación en ambos poblados. La muestra Ua40752 fecha el cese de la actividad y el abandono del poblado en el 1960-1885 2σ Cal. BC. Es decir, según los materiales y las dataciones, la fase más antigua del poblado arranca con toda seguridad en torno al 2400-2350 Cal. BC. El período de máxima actividad dura entre el 2300 y 2100 Cal. BC, desapareciendo en torno al 2000-1950 Cal. BC. El poblado se ocupa durante 300-350 años.

## Valoración global de los arqueólogos encargados
La planificación y ejecución de una serie de medidas correctoras en las obras de la autovía del Olivar (A-316) permitió una gestión integral del poblado calcolítico “Venta del Rapa”. Su destrucción
parcial, en la ejecución de la antigua carretera, no impidió documentar la extensión casi total del mismo. Cientos de estructuras excavadas en la base geológica que fueron protegidas y soterradas tras la modificación puntual de ciertas actuaciones proyectadas para la construcción de la autovía. Solo se excavó lo que, finalmente, iba a ser afectado por los desmontes del tronco de la autovía.

### Estructuras del poblado y su función
Aun siendo complicado establecer un uso coetáneo de las centenares de estructuras durante toda la ocupación del poblado, se pudo identificar diferencias morfológicas y constructivas en las estructuras de ‘hábitat’, que podrían indicar su evolución temporal.
El foso o zanja sobresale como estructura más emblemática del poblado. Con una morfología de tendencia circular de unos 70 m de diámetro delimitaba un espacio de casi 0,5 ha. Es similar al Foso 0 de Marroquíes Bajos, aunque con una cronología más reciente. Su construcción exigió el esfuerzo conjunto de la pequeña comunidad que lo construye, producto de un proceso de agregación de varios grupos familiares. De este modo, el foso estaría actuando como medio de afirmación de la cohesión interna de la comunidad. Se carece de muestras fechadas de su uso, pero podemos situarlo entre 2350-2000 Cal. BC. 
En este momento ya no se fundan asentamientos con fosos y solo algunos de los mayores de la etapa precedente experimentan una actividad constructiva. En la base económica y subsistencial del poblado,
la ganadería jugó un papel muy por encima de la incipiente agricultura, con un predominio del ganado porcino y vacuno sobre el ovicáprino. La importancia de la ganadería pudo favorecer desplazamientos estacionales de parte de la comunidad en busca de pastos por un territorio más o menos restringido. La ausencia casi total de elementos alóctonos (molinos de granito, cobre, ...) puede indicar la situación periférica de esta comunidad con respecto a los «circuitos comerciales» de la campiña del Guadalquivir o del valle del Guadalbullón, así como la ausencia de una «élite social» que demandara estos productos.

### Ritos y prácticas funerarias
La existencia de, al menos, una estructura con una deposición intencional de restos de fauna, nos plantea la práctica de rituales en el poblado, destinados, tal vez, a cohesionar el grupo, legitimar el poblado y afirmar la comunidad.
El rito funerario de la comunidad carece de elementos de ajuar en las tres tumbas colectivas documentadas, en uso durante varias generaciones. Ello puede estar reflejando unidades familiares extensas, quizá clanes. Tampoco hay indicadores de un inicio de desigualdad o jerarquización aunque debemos destacar la presencia de canes con los inhumados en dos tumbas. Se plantea que el sistema de relaciones sociales del grupo humano que habitó Venta del Rapa no era estratificado, ni tan siquiera jerarquizado (excluyendo lo que pueda derivarse por los estatus de edad y género). Se basaba exclusivamente en el parentesco, donde lo comunal y lo colectivo tienen una importante función como soporte del esquema de relaciones sociales. El grado de cohesión y compacidad internas de las unidades familiares es tan alto que la ideología predominante impone que los individuos de una generación sean enterrados en las mismas estructuras funerarias (probablemente ya osarios en realidad) que los de las generaciones anteriores. 

### Estructuras del poblado y su función
En la esfera de las relaciones sociales de producción, este grupo humano de las etapas finales de la Edad del Cobre asume un esquema basado exclusivamente en el parentesco y de base comunal en el que el producto circula mediante mecanismos de redistribución, sin apropiación diferencial por parte de un segmento de la comunidad.